# Biskop Brynolfs stadga
Biskop Brynolfs stadga utfärdades i Skara av Brynolf Algotsson år 1281. Stadgan reglerar olika erlägganden av tionde, helgdagsbrott, böter till biskopen vid dråp och sårande, samt äktenskapsbrott. Dokumentet finns bevarat genom två avskrifter.

## Källmaterialet
Stadgan finns i sitt äldsta skick avskriven i handskrift KB B 59 som en bilaga till den Äldre Västgötalagen. Den är inskriven mellan styckena Huru tinglott skall skiftas och Västergötlands kyrkor. Texten i dessa tillägg är skriven med samma hand som skrivit själva lagboken, i en följd och utan märkbart avbrott. Sålunda daterar den lagtexten B 59 a till tidigast år 1281. Ytterligare en avskrift av stadgan finns i en sen 1300-tals handskrift av Magnus Erikssons landslag. Denna har vissa mindre olikheter i texten. Som överskrift har den Biscups bryinofs staþue och inleds med Brynniuluær skara biscupær mæþ guz naðþum..
Stadgan trycktes första gången som Biskop Bryniulws Bref om Tionde och Biskopens Rättigheet i Georg Stiernhielms utgåva av äldre Västgötalagen år 1663.  År 1827 trycktes en bättre text i Schlyters upplaga av samma lagbok.  Först här blir stadgan indelad i 6 stycken och försedd med noter till textvarianten codex B 10. Redan år 1829 utgavs texten igen utan större ändringar från Schlyters textutgåva i Svenskt diplomatarium. Natanael Beckman utgav en modernare textvariant år 1924 i sin upplaga av Äldre Västgötalagen. 

## Stadgans tillkomst och utveckling
Biskop Brynolf var son till lagmannen Algot Brynolfsson och blev vald till biskop i Skara år 1278. Det brev som här behandlas har han alltså utgivit under sin första tid vid ämbetet. Senare skrev han mycket annat material och stadgar vilka senare kom att införlivas i yngre Västgötalagen. I den inledande texten av stadgan framgår att denna tillkommit i samråd mellan kung Magnus Ladulås och domkapitlet. Enligt texten var det ursprungliga dokumentet beseglat av Brynolf och hans kapitel.
Ett flertal artiklar i stadgan blev senare införlivade i yngre Västgötalagens kyrkobalk. Men några av artiklarna förefaller inte vara nya för stadgan. Dessa hamnade i kyrkobalkens stycke 52 och detta stycket inleds också, Detta har biskopen rätt till efter gammal lag. Möjligen syftas här på biskopens provision vid äktenskapsbrott och religionsbrott som förekommer i stycket och stadgades av kung Erik Eriksson under 1200-talets första hälft. Men även kyrkofriden bör avses, då böter på 3 mark till biskopen vid dråp eller sår på kyrkogård förekommer i äldre Västgötalagens kyrkobalk stycke 12. Bötesbeloppen till biskopen som förekommer i stadgan är utöver ordinarie böter för brottet.
Stadgan är här indelad i sex punkter vilka alltså inte är ursprungliga. Den första punkten behandlar olika böter vid uteblivet erläggande av tionden. Tionde som avgift till kyrkan var redan infört vid 1100-talets slut men blir mer detaljerad här. 
Stycke 2 behandlar huvudtionde, och liknande bestämmelser infördes senare i yngre Västgötalagens kyrkobalk, stycke 72. Med bo avses förmodligen gård med allt det som krävdes för dess drift. 
Stycke 3 handlar om böter till biskopen vid mord och misshandel på helgdagar och kyrkofrid. I städerna förekom stora religiösa fester och marknader vid de särskilda helgdagarna. I yngre Västgötalagens kyrkobalk 52 återfinns endast liknande stadgande om brott mot kyrkofriden i Skara på skärtorsdagen. 
Den som sårar eller dräper på kyrkogården i sin dårskap skall böta tre mark till biskopen. Om han gör det inne i kyrkan nio mark, och får aldrig rätt att återkomma i landet förrän biskopen beder för honom, och efter det böter han ytterligare 20 mark. Stadgandet infördes sedan i yngre Västgötalagens kyrkobalk, stycke 52, med den skillnaden att bannlysning löstes med 3 mark.  Liknande bestämmelser fanns redan i den äldre Västgötalagens kyrkobalk, stycke 12, Blir någon dräpt eller sårad på kyrkogård, gälde åt biskopen 3 mark. Då skall han icke förrätta gudstjänst, förr än han har biskopens lov därtill, med mindre han vedervågar tre marker. Även behandlas kyrkofrid och vägfrid till och från kyrkan i en stadga av Magnus Ladulås.
Stycke 4 behandlar helgdagsbrott. Stycket är infört i yngre Västgötalagens kyrkobalk 52. Dessutom tillförs i denna alla söndagar, om någon utför något stort arbete på någon av dessa dagar. 
Stycke 5 behandlar lägermål och infördes dels i yngre Västgötalagens kyrkobalk, stycke 52, dels kom artiklarna om incest och tidelag att infogas i yngre Västgötalagens urbotamål stycke 3. Dessa brott räknas här som styggelseverk och bannlysningsmål; dem skall man alla skrifta bort från landet och till Rom. Och man skall böta tre gånger 9 marker. Beloppet delades så att konungen fick 6 mark, biskopen 3, häradet 9 mark, och målsägaren 9 mark. Även äldre Västgötalagens giftermålsbalk, stycke 8, har stadganden om sexuella förbindelser inom familjen, men utan provision till biskopen vid böter. Artiklarna är inte nya för stadgan och förmodligen har även de sitt ursprung i kung Erik Erikssons brev från 1200-talets första hälft.

## Stadgetexten
Bryniuluær  mæd guð naðum skara biscupær Sændir alium þem mannum ær. þættæ bref se guðs quædiu oc faðurlicæ blæscent. þæt skulu allir mæn uitæ at um þa missæmiu ær røres mællum lecmanna oc clærkæ i varu biscupsdøme iuir kirkiunnær frælsi at min hærræ conong magnus mæd uærs capituli raði. skipaði. þæssæ leð. þær iuir
1. 
þæn korn tiunde oc af aldrahanda fryct ær vægzs ok af quic fæ. skal fullilicæ utgiæræs. Vitis þæt nocor man at han sitær quar vm allæn tindæn annættuæggiæ biscupsins ællær præstins. ællær kirkiunnar. allær. spitalsins væri sic mæd siu næmdæ mannum. fals han at þy. þæ bøte saksokiæn saxtan ørtoghær oc ut tindæn. æn nocor vitis at han haldær atær. nocon lot af tindanum. annættuæggiæ af biscupsins allær. prestins. allær. kirkiunær. allær. spitalsins allær. prouæstærgift. allær. falucopogs skiæppu. þa uari sic mæd sic oc sinum næstæ grannæ oc sinum næmdærmanni fals han at þy. þa bøte sacsokiænum atta ørtoghær oc þæt mæd af tiundanum ær han atær hælt. Ok þæssæ samu uærn vndir standum uir væræ gildæ um aldræhandæ tiundæ vtæn þæn loten fatøkræ mannæ ær bøndir skulu inni haldæ oc vaslum mannum giuæ. Ær oc sva at ingin loter af alium tindænum ær ut guldin firi pascha aftan. þæ giældi alium saksiokionum enæ saxtanørtoghær oc ut allan tindan.
2. 
Vm houoð tindæ ær sua skipæt. at huilkin man sum æruir æftir faður sin allær moðor. helt bo. han skal giæræ hovoð tindæ æftir driðiu sæd. æruæ mangir samæn et helt bo. oc uiliæ bo samæn þa sati vm þry ær ok giæri. þa hovoð tindæ. uil nokor þerræ bort faræ innæn þem þrim arum. þa giæri houoð tindæ. þaghær ær skiptis af sinum penninggum. vilia þær allir skiliæs at. þa giæri fir æn skiptis hovoð tindæ. sua vngær sum gamal. utæn mø giæri igh fyr æn giftis. Æruir. man løskæ pænninggæ. þa giæri houoð tindæ. þaghær ær han æruir. ok eigh optari af þem panniggum. utan kirkiæ uighis æptir þæt tiu ar. Oc f æt undirstandum uir mæð þem mannum sum iorð eghændæ æru oc eigh mæð lanbom sum uið þænnæ tindæ haldæs eigh firi kirkiu vigsl. Quinman skal eigh houoð tindæ fyr æn hun giptis oc carman eigh fyr æn ær fæmtan ara gamal. Far maþær sic laghlicæ cono þær skulu giæræ houoð tindæ aftir þriðiu sæð. af þém pænniggum. ær þær þa hauæ. Ærvæ þær aftir faður ællær. moðor. þa luki sua houoð tindæ. sum fyr ær sagt.
3. 
Huilkin mæn sum sarghær man ællær. dræpær i þæmmæ samfunþum. I skarum vm skiærðorsdag um præsta møt. um varra fru føðslu dag. allær i falukøpungi. um botulfs mæssu. ællær pancrasz mæssu. ællær. i sködwe um ælinær mæssu. ællær a rættum kirkiu uæg. huat þæt ær hældær i hemfærð allær. bort færð. allær. a f æn dag ær kirkinæ ær uigð a i kirkiu by. þa bøte biscupi. X. markær. Huar sum sargher ællær. dræpær i kirkiugærði af folsco sinni. bøte biscopi. III. markær. Giær han f æt i kirkiu bøte biscupi. IX. markær oc uærði aldrigh inlændær fyr æn biscupær bidær firi hanum ok æptir þæt. þæ bøte æn biscupi. XX. markær. Oc þæssæ bøn oc bot uilium vir at giømes i þæssum tuem næstu fallum.
4. 
Vm fa mæn ær hælghæ daghæ brytæ ær sua skipæt at huar sum byargs vm paska dag ællær hælghæ fors dagh. pikisdaghæ dagh. iulædægh. attundæ dagh. tolftæ dag. nokon varræ fru dag. nocon apostlæ mæssu dag. mið sumærs dagh. sancta laurinszær dag. sanctæ michiæs dag halldræhælghunnæ dag. þa bøte atta ørtoghær biscupi af þæt myntt ær. þa gangær.
5. 
Syndær giftær madær mæð løskre kono bøte biscupi. XII. øre. Syndær giftær man mæð annærs mans cono bøte byscupi. IX. markær. Firi frænscimæ spiæl mællum syskinæ. ællær. systrungæ. bøte. IX. markær. mællum þriðiæ mans ællær. fiarðæ. bøte. XII. øre. Hvær sum syndær amot natturrinni. bøte biscupi, IX. markær.
6. 
Mæð canuncæ. raði. uilium uir fastæ giæræ. þæssæ skipilsi ok mæð þem frælslec ær kirkiæn hafði firi os. oc þær til ær uart insighli ok uærs capituli insiglli fore þættæ bref sat. Actum anno domini. M°. CC°. LXXX°. primo.

## Stadgetexten i nusvensk tolkning
Brynolf, med Guds nåd biskop i Skara, sänder alla dem, som se detta brev, Guds hälsning och faderlig välsignelse. Det skola alla veta, att rörande den oenighet, som finns inom kyrkans frälse mellan lekmän och klerker i vårt biskopsdöme, har min herre, konung Magnus, efter samråd med vårt domkapitel sålunda förordnat: 
1. Korntionde och tionde av allehanda gröda som växer och av levande kreatur, skall noggrant utgöras. Anklagas någon för att innehålla hela tionden, vare sig biskopens, prästens eller kyrkans, eller hospitalets, värje han sig med sju nämndemän. Blir han icke friad, böte till målsägaren 16 örtugar och utgive tionden. Om någon anklagas för att han innehåller någon del av tionden, vare sig av biskopens, prästens, eller kyrkans, eller hospitalets, eller prostgåvan, eller Falköpingsskäppan, värje han sig med ed av sig själv, sin näste granne och sin nämndeman. Blir han icke friad, böte till målsägaren 8 örtugar samt utge det av tionden som han höll inne. Och detta samma försvar menar vi skall gälla om all slags tionde utom den delen som tillhör de fattiga och som bönderna skall behålla för att ge åt eländiga människor. Är det så att ingen del av hela tionden finns utbetalad före påskafton, då böte han till alla målsägarna 16 örtugar och utge hela tionden.
2. Om huvudtionde är så stadgat, att den som ärver efter fader eller moder ett helt bo, han skall utge huvudtionde efter tredje skörden. Ärver flera tillsammans ett helt bo och de vill bo tillsammans, då sitte de i tre år och utger sedan huvudtionde. Vill någon av dem lämna boet före dessa tre års utgång, utges huvudtionde av dennes pengar då han utskiftas. Om alla som ärvt vill avskiljas, då skall de utge huvudtionde före arvskifte, ung och gammal lika mycket. Dock så att mö inte erlägger huvudtionde innan hon blir bortgift. Ärver någon lösegendom utges huvudtionde så snart arvet utfaller, och endast en gång av den egendomen om inte kyrkan vigs efter tio år. Och här avses endast de som är jordägare och inte landbor, som inte är skyldiga att erlägga huvudtionde vid kyrkans vigning. Kvinna skall inte utge huvudtionde förrän hon blir bortgift, och man inte förrän han fyllt femton år. Får någon laglig hustru då skall de utge huvudtionde efter tredje skörden av den egendom som de då har. Ärver de efter fader eller moder skall de utge huvudtionde på sätt som förut är sagt. 
3.Den som sårar någon eller dödar under följande sammankomster: i Skara på skärtorsdag vid prästmötet, på Vår frus fördelsedag, eller i Falköping vid Botolfs mässa eller Pankratii mässa, eller i Skövde vid Elins mässa, eller på rätt kyrkväg, vare sig på hemväg eller bortväg, den dagen, då kyrkan vigdes, i kyrkbyn, böte till biskopen 10 marker. Den som sårar eller dräper någon på kyrkogården av obetänksamhet, böte till biskopen 3 marker. Gör han det i kyrkan, böte till biskopen 9 marker förlorar rätten att vistas inom landskapet, innan biskopen ber för honom, och därefter böte han ytterligare 20 mark till biskopen. Och samma bot och bön vill vi se iakttagen i följande två fall.     
4. Om de män som bryta helgdagar är så stadgat, att den som arbetar på påskdagen eller Kristi himmelfärdsdag, pingstdagen, juldagen, nyårsdagen, trettondagen, någon av Vår frus dagar, någon av apostlamässorna, midsommardagen, Sankt Lars dag, Mickelsmäss, allhelgonadag, böte till biskopen 8 örtugar av det mynt, som vid den tiden är gångbart.
5. Syndar gift man med ogift kvinna, böte till biskopen 12 öre. Syndar gift man med annans hustru, böte till biskopen 9 mark. För blodskam mellan syskon eller syskonbarn är bot på 9 marker, i tredje eller fjärde led 12 öre. Den som syndar emot naturen, böte till biskopen 9 marker.
6. Med kanikernas råd, och med den frihet som kyrkan hade före oss, vilja vi stadfästa dessa förordningar och fördenskull har vårt insegel och vårt kapitels insegel blivit satt för detta brev. Givet Herrans år 1281.      